# Wurdulac
Il wurdulac, detto anche wurdalak o verdilak (in russo вурдалак vurdalak "vampiro che divora i cadaveri") è un tipo di vampiro presente nel folclore russo che, dopo aver succhiato il sangue dei suoi familiari, li fa diventare anch'essi vampiri.

## Il wurdalac nei media

Boris Karloff in uno scatto di scena del film I tre volti della paura, dove impersona un wurdulac.

- Il racconto del 1839 dello scrittore russo Aleksej Konstantinovič Tolstoj La famiglia del Vurdalak  (Семья вурдалака Sem'ja vurdalaka) è incentrato sui wurdulac. Il secondo episodio del film del 1963 di Mario Bava I tre volti della paura è un adattamento del racconto di Tolstoj. Il film italo-spagnolo del 1972 di Giorgio Ferroni La notte dei diavoli ne è un'ulteriore trasposizione in forma di lungometraggio.
- Il numero 49 del fumetto Satanik si intitola Il barone Wurdalak.
- Il numero 116 di Monster in my pocket è un racconto dedicato ai wurdulac il cui titolo è Satanik: Wurdalak il vampiro.
- Una band power metal di Valencia (Spagna) ha preso il nome di Wurdalak.
- La band symphonic black metal italiana Stormlord ha intitolato  Wurdulak uno dei brani dell'album Gorgon Cult
- Rob Zombie ha intitolato Wurdalak una canzone del suo album The Electric Warlock Acid Witch Satanic Orgy Celebration Dispenser.
- Il personaggio di Stefan nel film Werewolf - La bestia è tornata è un wurdalac.
- Wurdalak è il nome del vampiro nemico di Alan Ford.